# Морфінг

Морфінг обличчя Джорджа Буша в обличчя Арнольда Шварценеггера

Морфінг (англ. morphing — трансформація) — спеціальний візуальний ефект плавного переходу (перетікання) між об'єктами. Зустрічаються в двовимірній і в тривимірній (як растровій, так і векторній) графіці.

Перетворення анімації між двома обличчями.

Морфінг широко зустрічається в ігровому і телевізійному кіно, в телевізійній рекламі. Найчастіше цей ефект використовується для зображення перетворення однієї особи в іншу. Також морфінг часто використовується для створення анімації, навіть коли не стоїть завдання отримання ефекту перетворення одного об'єкта в інший, а потрібно лише побудувати проміжні зображення між двома (і більше) ключовими положеннями анімованого об'єкта.  Дуже часто цей ефект використовується для зображення перевтілення однієї особи в іншу, для створення анімації, навіть коли не стоїть завдання отримання ефекту перетворення одного об'єкта в інший, а потрібно лише побудувати проміжні зображення між двома (і більше) ключовими положеннями об'єкта анімації. Наприклад, при морфінгу одного автомобіля в інший, колесо першого перетворюється в колесо другого. Комп'ютер не може виконати морфінг двох зображень самостійно - спочатку художнику потрібно задати відповідність елементів першого зображення елементам другого, а також інші параметри, користуючись спеціальним редактором. Спосіб завдання відповідності залежить від редактора - це можуть бути точки, лінії, полігони. Сам морфінг можна розбити на три частини: warping, tweening і dissolving. Існує цілий ряд програм для морфінга на ПК, що дозволяють швидко створити цікаві ефекти. За кілька хвилин можна зробити відеоролик, що перетворює дитину в літню людину, людину в тварину, змінити марку автомобіля і т. д. Морфінг-роликом можна прикрасити web-сторінки, рекламні і музичні кліпи, відеофільми, навчальні ролики, презентації, вітальні листівки і т. п. Незважаючи на те,що створення ефекту морфінгу здається дуже складним, подібні прийоми використовувалися досить давно, навіть доводилося бачити їх на вітчизняному телебаченні в середині "далеких" дев'яностих. З розвитком технологій почали з'являтись "любительські" програми для морфінгу,що не потребують особливих ресурсів та знань користувача, але дають гідний результат.

## Технологія

3D-морфінг

Традиційно ефект морфінгу створювався коштом перехресного затухання зображення на кіноплівці, але в 90-х роках XX століття для створення реалістичніших переходів почало використовуватися спеціальне програмне забезпечення.
Для створення ефекту морфінгу використовуються як мінімум два зображення, на яких користувач задає, в залежності від програмного забезпечення, що використовується, опорні фігури або ключові точки (т. зв. маркери, або мітки), які допомагають комп'ютеру виконати правильний морфінг, тобто створити проміжні зображення (інтерполюючи наявні дані).
Технологія морфінга відео в цілому мало відрізняється від морфінга статичних зображень за винятком того, що користувачеві доводиться коригувати розташування маркерів за часом.

## Техніки ранньої трансформації
Задовго до цифрового морфінгу для подібних перетворень зображень використовували кілька технік. Деякі з цих методів ближчі до узгодженого розчинення — поступового переходу між двома зображеннями без деформації форм на зображеннях, тоді як інші змінили форми між початковою та кінцевою фазами трансформації.

## Механічні перетворення
Близько 1790 року французький шаумен  із гри тіней Домінік Серафен використав металеву тіньову фігуру зі з’єднаними частинами, щоб змінити обличчя молодої жінки на обличчя відьми.
Деякі механічні чарівні ліхтарики 19 століття змінили зовнішній вигляд фігур. Наприклад, ніс міг зрости до величезних розмірів, просто повільно відсунувши шматок скла з чорною фарбою, який маскував частину іншої скляної пластини з малюнком.

## Сучасне використання
Алгоритми морфінгу продовжують удосконалюватися, і програми можуть автоматично морфінгувати зображення, які достатньо точно відповідають, з відносно невеликими інструкціями від користувача. Це призвело до використання методів морфінгу для створення переконливих ефектів уповільненої зйомки там, де їх не було в оригінальному фільмі чи відеоматеріалі, шляхом морфінгу між кожним окремим кадром за допомогою технології оптичного потоку. Одна сцена та інша в телевізійних шоу, навіть якщо зміст двох зображень абсолютно не пов’язаний. Алгоритм у цьому випадку намагається знайти відповідні точки між зображеннями та спотворювати одне в інше, коли вони зникають.
Незважаючи на те, що морфінг, можливо, менш очевидний, ніж у минулому, сьогодні широко використовується. Хоча ефект спочатку був новинкою, сьогодні ефекти морфінгу найчастіше розроблені так, щоб вони були бездоганними та непомітними для ока.
Особливе використання ефектів морфінгу — сучасний цифровий дизайн шрифтів. Використовуючи технологію морфінгу, що називається інтерполяцією або технологією кількох основних, дизайнер може створити проміжне значення між двома стилями, наприклад створити напівжирний шрифт шляхом компромісу між жирним і звичайним стилем, або розширити тенденцію до створення надлегкого або ультражирного шрифту. Ця техніка зазвичай використовується студіями дизайну шрифтів.
Ось кілька сучасних використань морфінгу:
1. Кінематографія та відео-продакшн: Морфінг використовується для створення ефектів плавного переходу між сценами або перетворення облич людей чи об'єктів. Це може бути використано для створення фантастичних творінь або забезпечення більш реалістичних ефектів у фільмах та рекламних роликах.
2. Анімація та ігрова індустрія: У виробництві анімаційних фільмів та в ігровій індустрії морфінг використовується для зміни форм та вигляду персонажів чи об'єктів, забезпечуючи плавні та реалістичні анімаційні переходи.
3. Медіа-арт і реклама: Дизайнери та художники використовують морфінг для створення вражаючих візуальних ефектів у рекламних кампаніях, музичних кліпах та медіа-арті. Це дозволяє створювати унікальні та привабливі образи.
4. Веб-дизайн: Морфінг може використовуватися для створення цікавих та динамічних переходів між сторінками веб-сайтів або для анімації різних елементів інтерфейсу.
5. Наукові та медичні дослідження: У науці та медицині морфінг може використовуватися для візуалізації змін у структурах чи формах об'єктів, наприклад, для аналізу змін у зовнішності пацієнтів у медичних дослідженнях.
6. Соціальні мережі та фільтри: Застосування морфінгу можна побачити в фільтрах соціальних мереж, де користувачі можуть трансформувати свої фотографії, надаючи їм комічний або фантастичний вигляд.

## Програми для створення морфінгу
- BitMorph
- Easy Morph
- Elastic Reality
- FaceMorpher
- FantaMorph
- Fun Morph
- Gryphon Software Morph
- Magic Morph
- MorphBuster
- MorphMan
- Morpher
- Morpheus Photo Animation Suite:
  - Morpheus Photo Mixer
  - Morpheus Photo Morpher
  - Morpheus Photo Warper
- MorphThing
- Sqirlz Morph
- WinMorph